# Awkward Thought
Awkward Thought est un groupe américain de punk hardcore, originaire de New York, formé dans les années 1990.

## Histoire
Après de nombreuses apparitions sur des compilations et deux démos, Awkward Thought sort son premier album, Mayday, composé de dix-sept chansons, sur le label américain Blackout Records en 2000 ; l'album est publié par I Scream Records en Europe. Exclaim! qualifie l'album de solide, « particulièrement remarquable » et d'« attrayant » pour les fans de punk hardcore des années 1980 Awkward Thought effectue une tournée complète d'une côte à l'autre des États-Unis au cours de l'été 2000.
En 2001, Awkward Thought sort un CD/EP intitulé Fear Not sur Grapes of Wrath Records, une division du label Coretex Records, basée à Berlin, en Allemagne. Awkward Thought effectue une tournée en Europe au cours de l'été 2001. Au cours de l'été 2002, Awkward Thought effectue une tournée au Royaume-Uni. Toujours en 2002, Awkward Thought sort son deuxième album studio, Ruin a Good Time, sur I Scream Records en Europe, puis effectue une tournée européenne à l'automne 2002. Ruin a Good Time sort également aux États-Unis en 2003 chez Thorp Records, et attire l'intérêt de la presse spécialisée,,,. Le CD européen et le CD américain ont des illustrations et des mises en page différentes. Rick Anderson d'AllMusic félicite l'album pour sa qualité de production mais le fustige pour ses paroles qu'il qualifie de « malaisantes » voir « débiles ».

## Discographie
- 1993 : Boredom Sets In
- 1996 : To Serve and Protect (démo)
- 1998 : Split avec Comin Correct
- 2000 : Mayday (album, Blackout Records)
- 2002 : Fear Not (album, Grapes of Wrath Records)
- 2003 : Ruin a Good Time (album, I Scream Records, Thorp Records)